# روز ویکتوریا

روز ویکتوریا (به فرانسوی: Ftete de la Reine)، به معنای معروف جشن ملکه یک تعطیلات عمومی فدرال کانادا است که در آخرین دوشنبه قبل از ۲۵ مه برگزار می‌شود. در ابتدا به افتخار تولد ملکه ویکتوریا، از آن زمان به بعد جشن گرفته شده‌است. تولد رسمی حاکمیت کانادا. از نظر غیررسمی آغاز فصل تابستان در کانادا محسوب می‌شود. این تعطیلات از حداقل سال ۱۸۴۵ در کانادا مشاهده شده‌است، که در ابتدا در روز تولد واقعی ویکتوریا (۲۴ مه) قرار داشت و همچنان در سراسر کشور جشن گرفته می‌شود. روز ویکتوریا یک تعطیلات قانونی فدرال است و همچنین تعطیلات در شش استان از ده استان کانادا و هر سه قلمرو آن است. قبل از سال ۲۰۰۳، دوشنبه قبل از ۲۵ مه هر سال به‌طور غیررسمی Ftete de Dollard بود، بزرگداشتی از Adam Dollard des Ormeaux که در دهه ۱۹۲۰ آغاز شد تا همزمان با روز ویکتوریا باشد. در سال ۲۰۰۳، قانون استانی رسماً روز ملی میهن پرستان را در همان تاریخ ایجاد کرد.